# 파리 9구

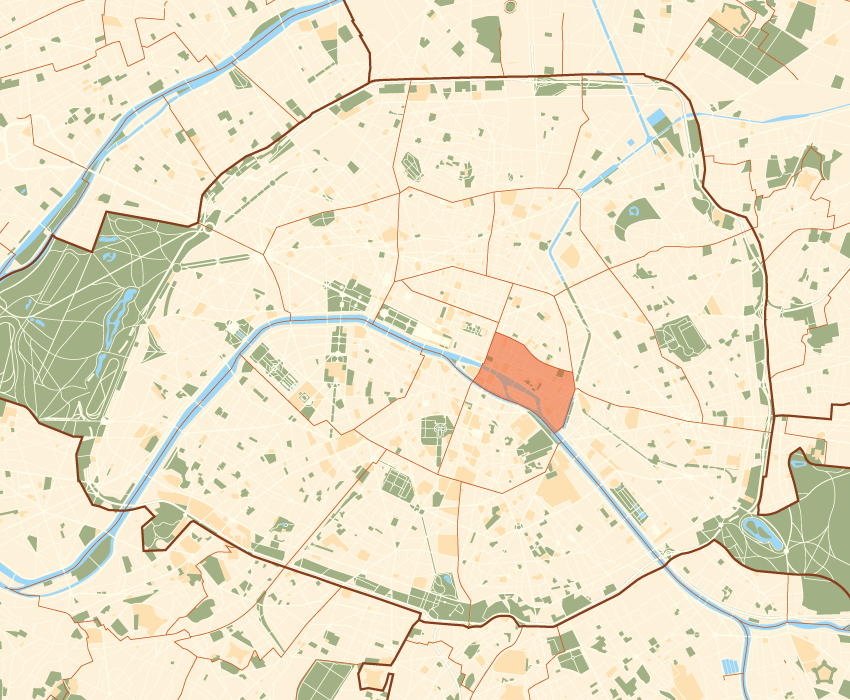
파리 9구의 위치

파리 9구(프랑스어: 9e arrondissement de Paris)는 프랑스의 수도 파리를 구성하는 20개의 행정구 중 하나이다. 일반 지방 자치 코드 (Code général des collectivités territoriales)로는 오페라 구(Arrondissement de l'Opéra)라고 표기하지만, 일상 생활에서 이 명칭은 거의 쓰이지 않는다.

## 교통

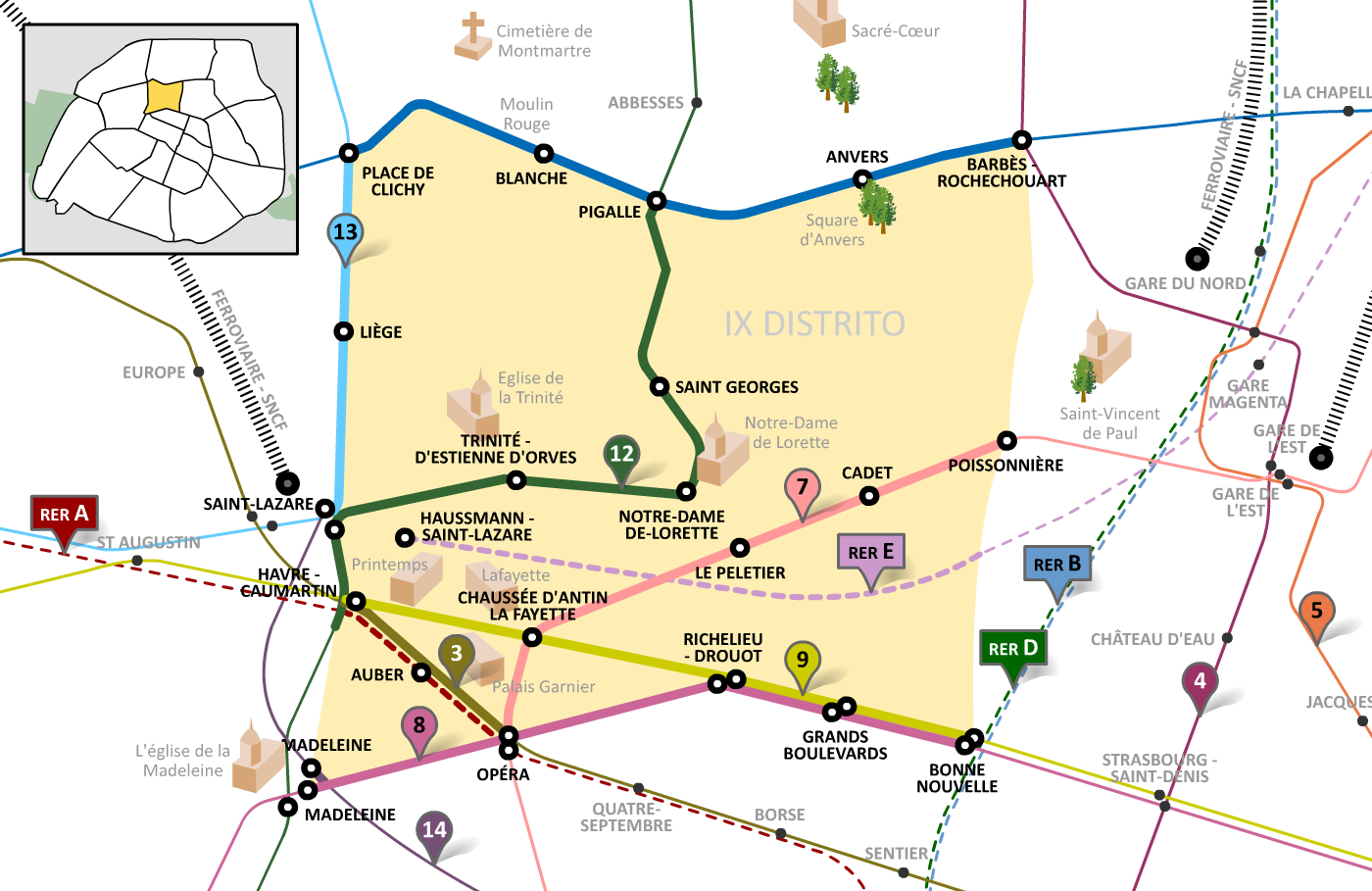
파리 1구의 지하철역

9구에는 파리 메트로 노선9개와 RER 철도 2개가 다닌다. 가장 큰 역은 3개 지하철 노선이 다니는 오페라역이다.
- (바르베 - 로슈슈아르역, 앙베르역, 피갈역, 블랑슈역, 플라스 드 클리시역)
- (오페라역, 오브르 - 코마르탱역, 생라자르역)
- (바르베 - 로슈슈아르역)
- (오페라역, 쇼세 당탱 - 라파예트역, 르 펠레티에역, 카데역, 푸아소니에르역)
- (본누벨역, 그랑 불르바르역, 리슐리외 - 드루오역, 오페라역, 마들렌역)
- (본누벨역, 그랑 불르바르역, 리슐리외 - 드루오역, 쇼세 당탱 - 라 파예트역, 오브르 - 코마르탱역)
- (생라자르역, 트리니테 - 데스티엔 도르브역, 노트르담드로레트역, 생조르주 에 피갈역)
- (생라자르역, 리에주역, 플라스 드 클리시역)
- (마들렌역, 생라자르역)
- (오베르역)
- (오스망 생라자르역)